# Knightsbrook
Knightsbrook est un village et un townland dans le comté de Meath, en Irlande. 

## Géographie
La localité est située sur la route R158, près de la jonction avec la R159, à l'est de Trim (3 km),.
Le village fait partie de la paroisse civile de Laracor. Knightsbrook Hotel et le Golf Club se trouvent à proximité. 
La Knightsbrook River (en) coule vers le nord du townland pour rejoindre la Boyne.